# Pelyněk
Pelyněk (Artemisia) je rozsáhlý rod rostlin z čeledi hvězdnicovitých, čítající v různých taxonomických pojetích 360–550 druhů. Jsou to jednoleté i vytrvalé byliny, polokeře nebo keře, často silně aromatické, s drobnými květními úbory. Zástupci rodu se vyskytují kosmopolitně, nejvíce však v mírném podnebném pásu Evropy, Asie a Severní Ameriky, s největší druhovou rozmanitostí ve Střední Asii, kde pravděpodobně leží i oblast jejich evolučního původu. Rostou ve stepních až polopouštních oblastech, v suchých a mediteránních křovinách, lesostepích, na slaniskách, ale též v alpínské a arktické tundře. V přírodě České republiky se celkem vyskytuje 17 druhů, z toho 5–7 je považováno za původní. Nejběžnějším zástupcem rodu je zde pelyněk černobýl (Artemisia vulgaris), několik druhů je naopak vzácných a zákonem chráněných.  
Pelyňky patří ke starým magickým a léčivým rostlinám. Díky vysokému obsahu hořčin a silic, především artemisininu a thujonu, jsou odedávna užívány při zažívacích poruchách, nadýmání, na podporu trávení, proti střevním parazitům a na úlevu od bolesti, v novější době též v parfumerii a kosmetice. Některé aromatické druhy se používají jako koření a k výrobě alkoholických nápojů a bylinných likérů – absintu, fernetu, vermutu a dalších. Pěstují se též pro okrasu, především díky stříbřitému olistění, avšak pyl pelyňků může být nepříjemným alergenem. V bibli je pelyněk vícekrát zmiňován jako symbol hořkosti a utrpení, především v prorockých knihách a v Apokalypse, ve stejném významu pak přešel i do moderní západní literatury. Ikonickou rostlinou amerického Divokého západu je pelyněk trojzubý, nazývaný anglicky sagebrush. 

## Etymologie
Vědecký název Artemisia je odvozen od řecké bohyně Artemis, ochránkyně panen, případně od královny Artemísie II. z Kárie, ovládající bylinářské a léčitelské umění; možná souvisí též s řeckým výrazem artémés („zdravý“). Český název souvisí se slovesem „pálit“ a odkazuje na starou metodu léčení touto bylinou, kdy se na tělo nemocného přikládaly její rozpálené uhlíky.

## Popis

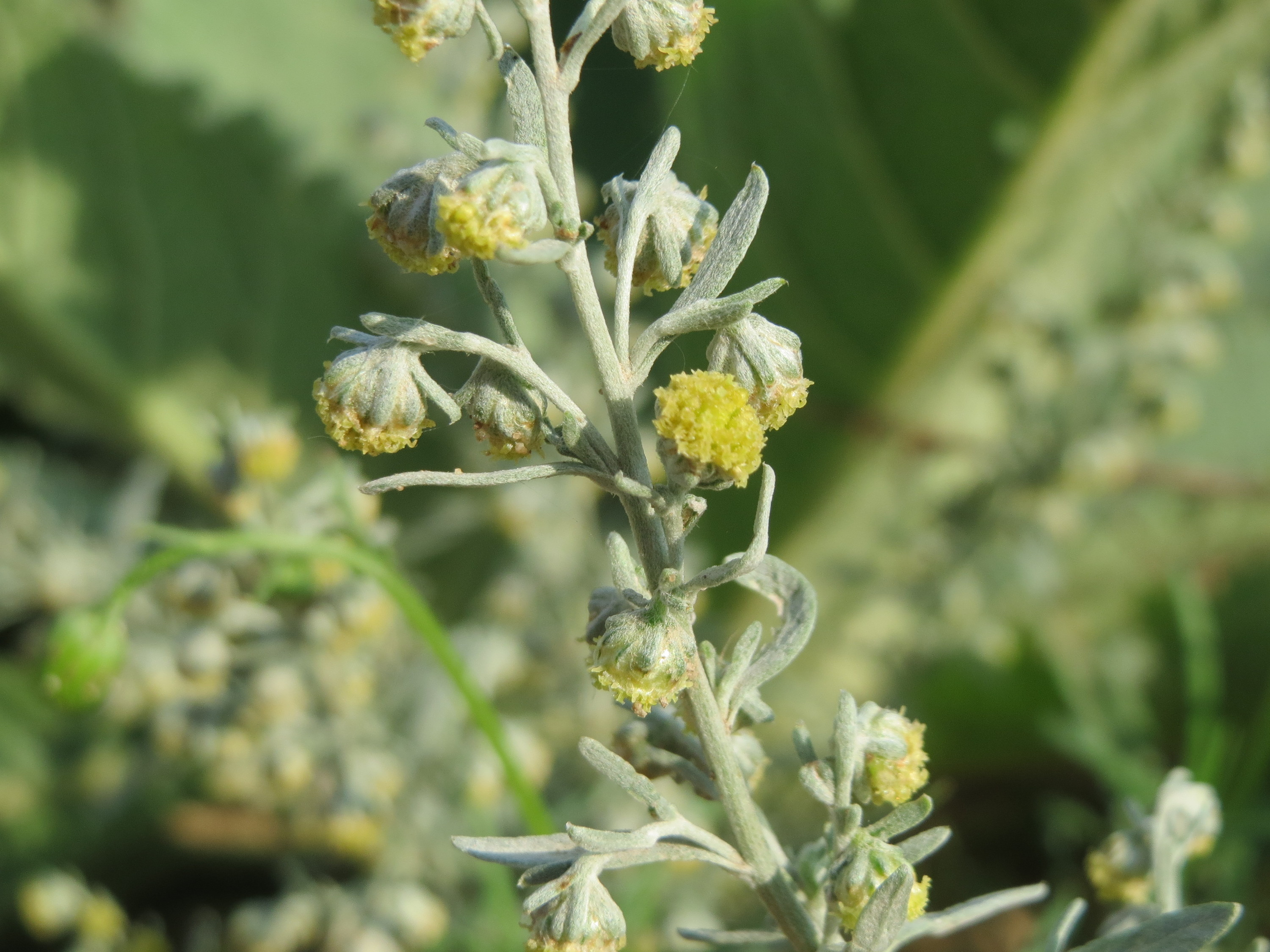
Detail květních úborů pelyňku pravého

### Vegetativní orgány

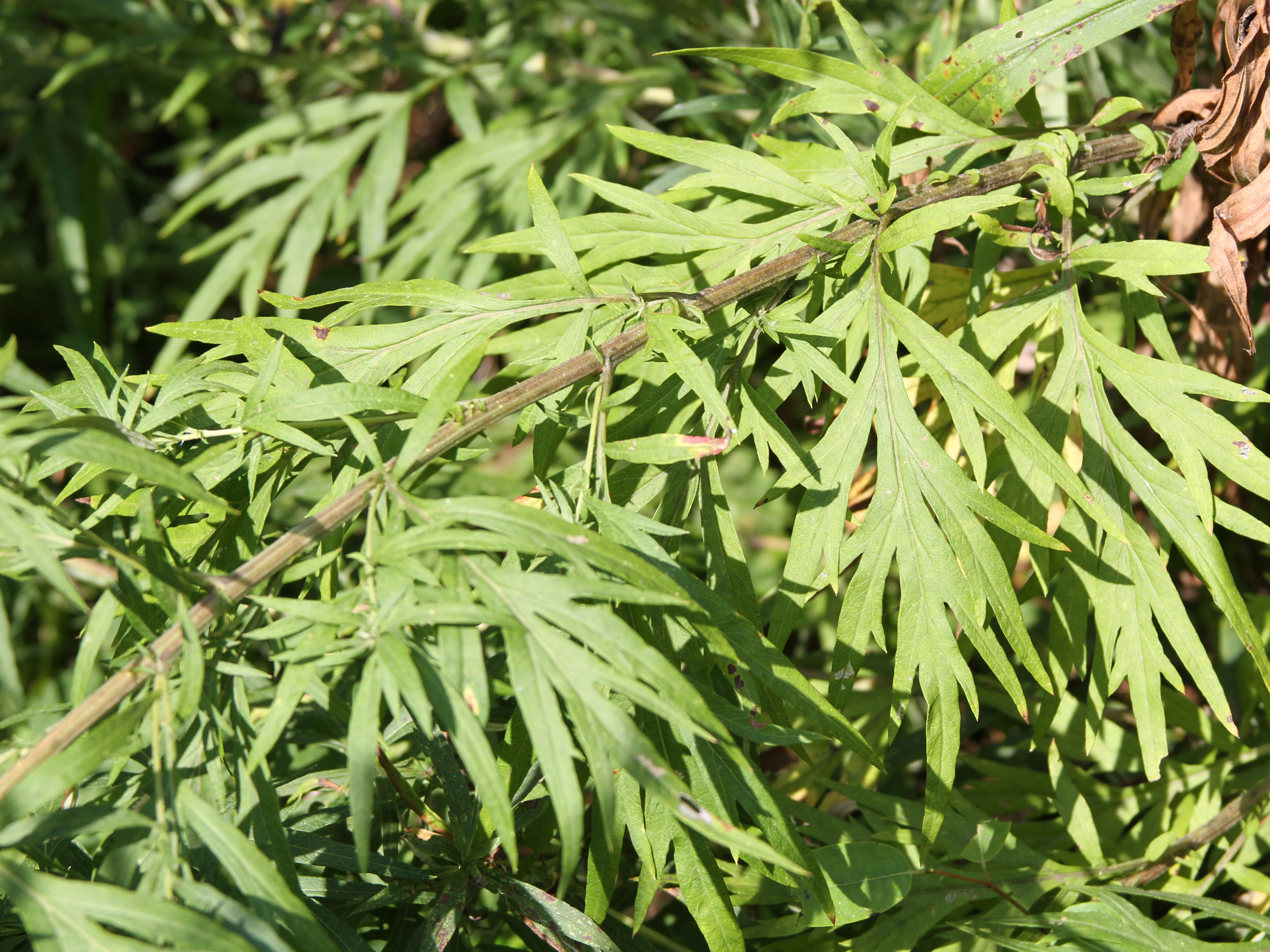
Listy pelyňku černobýlu

Rostliny rodu pelyněk jsou jednoleté, dvouleté, ale nejčastěji vytrvalé byliny, polokeře i keře, které mohou dorůst do výšky až přes 300 cm. Bývají často silně aromatické. Lodyhy nebo větve porůstají střídavými listy, které jsou častěji členěné než celistvé. Přízemní a spodní listy jsou řapíkaté a na bázi mají někdy též ouška, horní jsou obvykle přisedlé. Čepele listů jsou obvykle zpeřené nebo laločnatě dělené a mívají nitkovité, lineární, kopinaté, vejčité nebo podlouhlé úkrojky. Celistvé listy má pelyněk estragon, pelyněk protnicovitý a několik dalších druhů. U mnohých druhů jsou listy i stonky stříbřitě plstnatě chlupaté, jiné jsou lysé.

### Generativní orgány
Květy pelyňků jsou uspořádány v drobných úborech, které bývají velmi početné; vyrůstají v klasech nebo hroznech a společně dále vytvářejí mnohočetná latovitá květenství. Ubory jsou vejcovitého nebo kulovitého tvaru, vztyčené nebo převislé; zákrovy jsou dvou- až pětiřadé, zvonkovité, kulovité nebo vejčité a mají střechovitě uspořádané, vejčité až kopinaté listeny, které často bývají po okrajích suchomázdřité. Jednotlivé květy mají pěticípou korunu žluté nebo načervenalé barvy, kalich obvykle chybí. Květy ve středu úboru mají korunu trubkovitou nebo nálevkovitou a jsou oboupohlavné nebo funkčně jen samčí, po obvodu jsou květy s úzkou, niťovitě trubkovitou korunou, které bývají jen samičí. Druhy se všemi květy oboupohlavnými byly dříve oddělovány do rodu Seriphidium (viz níže).
Květy jsou opylovány primárně větrem, méně často i hmyzem. Rozkvétají v plném létě a časném podzimu, v českých podmínkách od července do října; v té době pyl některých druhů může způsobovat silnou alergii. Plody jsou válcovité nebo obvejčité nažky posazené v bezplevném lůžku. Nejčastěji jsou hladké, jemně rýhované nebo se dvěma vystouplými žebry. Nemají chmýr, zato při zvlhčení na povrchu slizovatí, což zvyšuje jejich přilnavost a usnadňuje šíření.

### Obsahované látky
Rostliny rodu pelyněk jsou většinou bohaté na hořčiny, hlavně artemisin, artemisinin, artabsin a dimerní absinthin. V olejových žlázkách listů, lodyh i květů bývají monoterpenické nebo seskviterpenické silice jako thujon, thujol, azulen, thujylalkohol, alfa- a beta pinen, kamfen, sabinen, myrcen, kafr a 1,8-cineol, dále jsou přítomny třísloviny, organické kyseliny, flavonoidy luteolin a apigenin, kumariny a cholin. Jejich obsah je u jednotlivých druhů pelyňku rozdílný a závisí také na půdě, ve které rostou, i na ročním období sběru. Nejvíce thujonu obsahuje pelyněk pravý.

## Ekologie a rozšíření

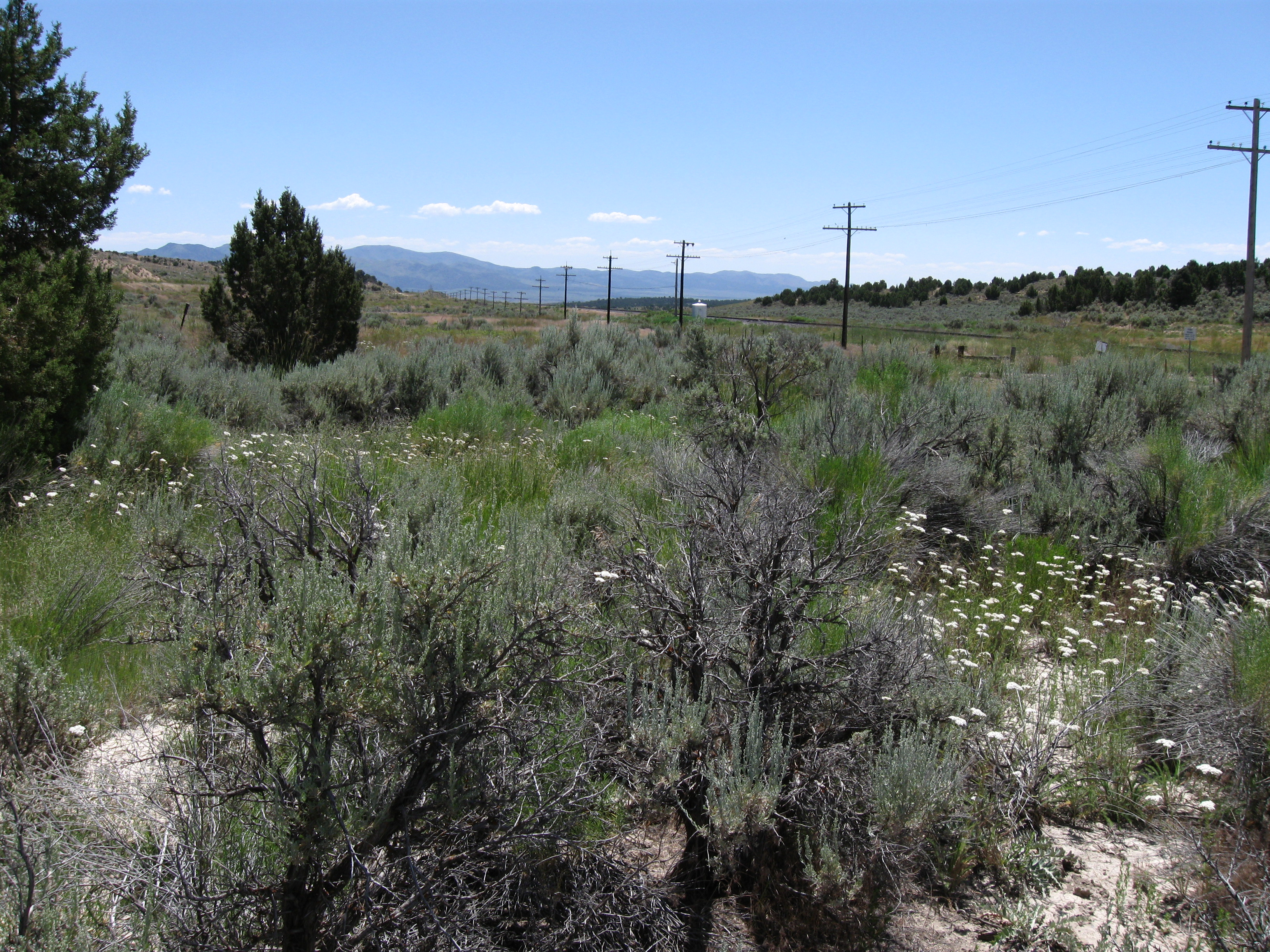
Výjev z amerického Západu se stříbřitým keřovitým pelyňkem trojzubým (Artemisia tridentata)

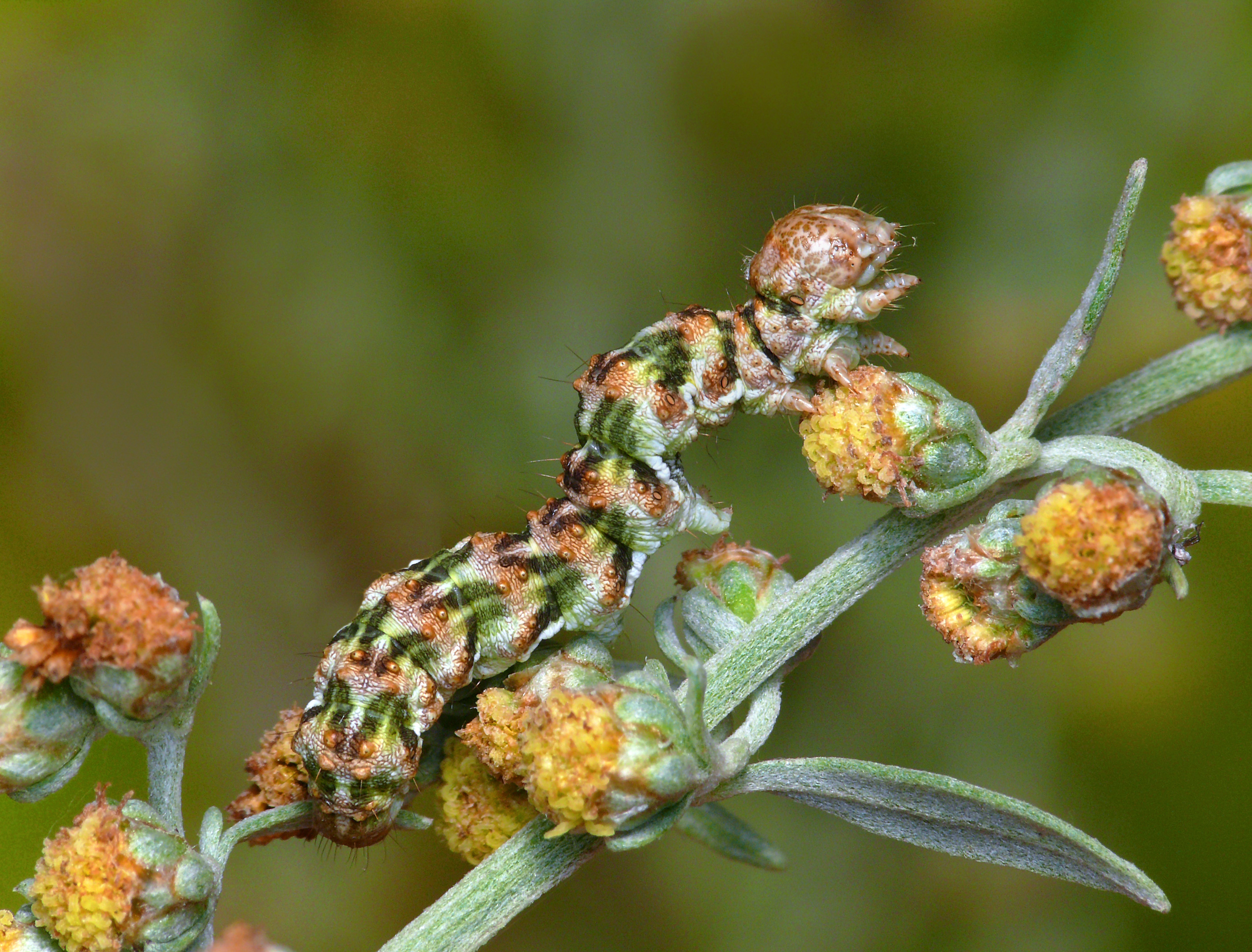
Housenka motýla kukléřky Cucullia absinthii na pelyňku

Jasným těžištěm druhové diverzity rodu jsou stepní až polopouštní oblasti Střední Asie, kde se vyskytuje více než 100 druhů a tvoří zde dominantu suchých, často i zasolených plání a druhově chudých pelyňkových stepí. Další výrazná centra rodu jsou ve Středomoří a na severozápadě Severní Ameriky, celkový areál rodu je však téměř kosmopolitní a zahrnuje celou Eurasii a Severní Ameriku (včetně Grónska), západ Jižní Ameriky (oblast And od severu až na jih po Patagonii). V Africe se vyskytují pouze mimo její tropickou rovníkovou část. Na jižní polokouli zasahují jen ojedinělé druhy. Druhotně, lidským přičiněním, jsou pelyňky rozšířeny v Brazílii, v Austrálii a na Novém Zélandu nebo na Kubě.

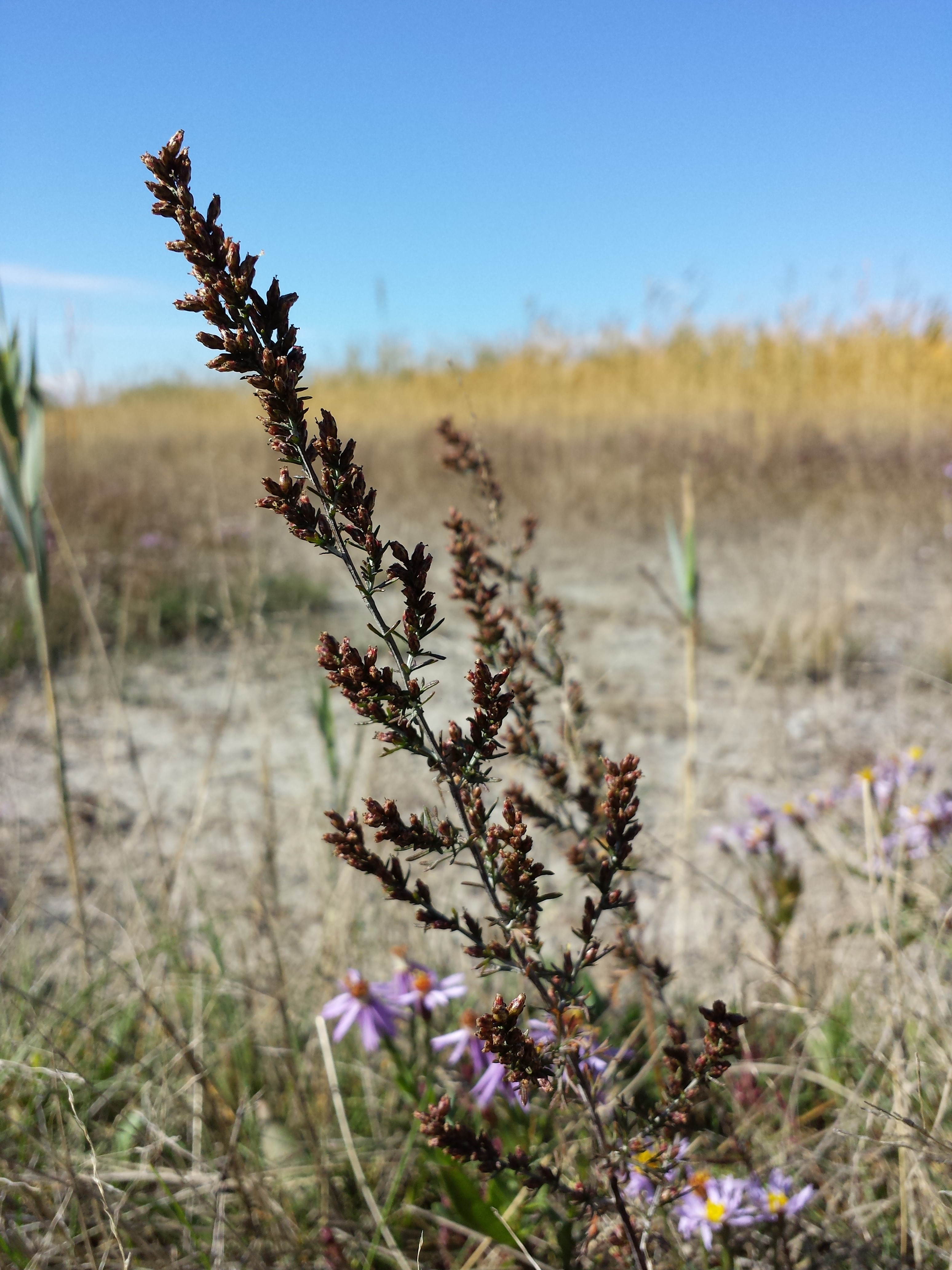
Pelyněk slanomilný (Artemisia santonicum) na slanisku v Dolním Rakousku

Pelyňky vyhledávají převážně plně osluněná stanoviště na lehčích, spíše vysychavých půdách s obsahem vápníku. Lze je najít v mnoha různých biotopech: keřovité druhy rostou v suchých a mediteránních křovinách, jako je kalifornský chaparral, křoviny Velké Pánve, slanomilné polopouštní křoviny v okolí Kaspického moře apod.; pelyněk trojzubý je významnou porostotvornou rostlinou suchých oblastí celého západu Severní Ameriky od Britské Kolumbie až po Sonorskou poušť v Mexiku. Mnohé druhy jsou obligátními halofyty a vyhledávají vnitrozemská slaniska a suché zasolené stepi, ale též přímořské duny, řada pelyňků tvoří součást nitrofilních a halofilních křovin ve vyprahlých oblastech Středomoří. Jiné porůstají skalní výchozy a sutě, další jsou psamofyty rostoucí v písčitých trávnících a lesostepních borech. Nezanedbatelná část pelyňků roste v kryofilních trávnících alpínského až subniválního stupně hor nebo v arktické tundře, například pelyněk chladnomilný, pelyněk ledovcový nebo pelyněk skalní. V blízkosti člověka pelyňky často rostou též na rumištích, navážkách a skládkách zeminy a dalších ruderalizovaných místech, na úhorech, podél cest, na železničních náspech a nádražích, na starých zdech, jako polní plevele apod.
Vzhledem k vysokému obsahu silic a hořčin uvolňovaných z rostlin a absorbovaných do půdy mohou některé druhy působit alelopaticky na okolní vegetaci. Hořká chuť odrazuje většinu býložravců od jejich spásání; naopak některé severoamerické pelyňky mají výživné listy, které jsou důležitou složkou jídelníčku jelenců, vidlorohů a dalších býložravců; též mnozí ptáci, jako tetřívek pelyňkový, na porostech pelyňků potravně i hnízdně závisí. Listy pelyňku se živí housenky značného množství motýlů, mimo jiné některých baboček, otakárků, martináčů, zavíječů, obalečů, pernatušek a různých zástupců čeledí přástevníkovití (Arctiidae), chobotníčkovití (Bucculatricidae), pouzdrovníčkovití (Coleophoridae), makadlovití (Gelechiidae), píďalkovití (Geometridae), můrovití a dalších. Na kořenech pelyňků parazituje řada druhů záraz (Orobanche sp.) a příbuzných mordovek (Phelipanche sp.).

### Česká květena
V České republice vyrůstá 5–7 původních druhů nebo zdomácnělých archeofytů (viz níže), nejvíce v sušších oblastech termofytika (jižní Morava, severozápadní Čechy) a přilehlého mezofytika. Pelyněk černobýl je běžnou rostlinou po celém území, pelyněk pravý je poměrně hojný v teplejších polohách tam, kde má dostatek světla, dusíku a vápníku. Převážně na suché trávníky termofytika je vázán pelyněk ladní, pelyněk pontický vyrůstá také v ruderalizovaných lesních lemech. Ostatní druhy jsou vzácnější či rostou na pouhých několika lokalitách. Dalších cca 10 druhů jsou neofyty rozšířené lidským přičiněním z pěstovaných kultur nebo při transportu surovin, které zde přechodně nebo trvale zplaňují, nejvíce ve velkých městech jako Brno a Praha.

## Taxonomie a evoluce

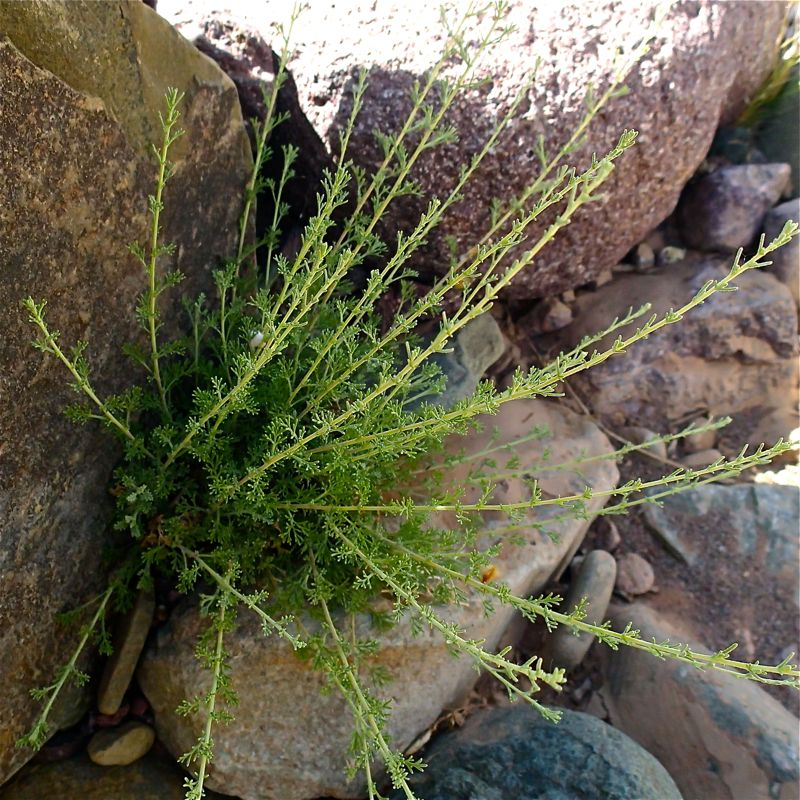
Artemisia herba-alba ze západního Středomoří je řazena do podrodu Seriphidium

Rod platně popsal Carl Linné v roce 1753. V rámci čeledi hvězdnicovitých přísluší do podčeledi Asteroideae, tribu Anthemideae a subtribu Artemisiinae, kde jsou jeho blízkými příbuznými například rody chryzantéma (Chrysanthemum), kopretinec (Dendranthema) nebo luhovnice (Leucanthemella). Typovým druhem je pelyněk černobýl (Artemisia vulgaris). Celkový počet druhů kolísal v různých taxonomických pojetích mezi 360 až 550, databáze Plants of the World uvádí k roku 2022 v širokém pojetí celkem 475 druhů.
Systematika rodu je složitá a procházela mnoha proměnami; existovaly přístupy preferující široký rod Artemisia sensu lato, nebo naopak jeho dělení do 6–8 menších rodů, z nichž nejvíce zástupců by měl rod Seriphidium, obsahující keře a dřevnaté byliny s homogamickými květy. Molekulární výzkumy ve 21. století prokázaly celý rod v širokém pojetí jako monofyletický s tím, že morfologie květů i složení éterických olejů jsou výsledkem konvergentní evoluce spíše než diferenčním znakem. Vnitřní členění rodu však není doposud zcela vyjasněné, vyžaduje další revize a není přijímáno bez výhrad. Obvykle se rozlišuje pět podrodů:
- Artemisia subgen. Seriphidium: byliny nebo keře aridních oblastí Starého světa, cca 100 druhů, nejvíce ve Střední Asii; z druhů rozšířených i v Evropě např. pelyněk slanomilný (A. santonicum):[24]
- Artemisia subgen. Tridentatae: vzrůstné keře xerických oblastí Severní Ameriky a Mexika, 10 druhů, např. pelyněk trojzubý;[25]

- Artemisia subgen. Dracunculus: trvalky nebo polokeře s metlovitými prutnatými větvemi, cca 80 druhů ve Starém i Novém světě; např. pelyněk estragon, metlatý či ladní;[26]

- Artemisia subgen. Absinthium: převážně vytrvalé byliny, cca 40 druhů v temperátních oblastech Eurasie, Severní a Jižní Ameriky; mj. pelyněk pravý;[27]

- Artemisia subgen. Artemisia: jednoletky, dvouletky, trvalky a polokeře, vzácně i keře, široce rozšířené v celém areálu rodu; cca 220 druhů, např. pelyněk černobýl, brotan, pontický, roční či kalifornský.[28]

Taxonomicky velmi obtížné jsou i některé dílčí skupiny druhů, například okolo pelyňku rakouského (Artemisia austriaca agg.). Počet chromozomů je x=8 nebo x=9, jednotlivé druhy mohou být diploidní až dodekaploidní, běžným jevem je allopolyploidizace za vzniku nových taxonů. Za oblast evolučního původu rodu jsou považovány hory severozápadní Asie, pravděpodobně někde v okolí jižního Uralu, kde rod vznikl ve středních třetihorách v tehdejších subarktických až subhumidních lesostepích. Pyl pelyňků v palynologickém záznamu je indikátorem stepního klimatu.

## Význam

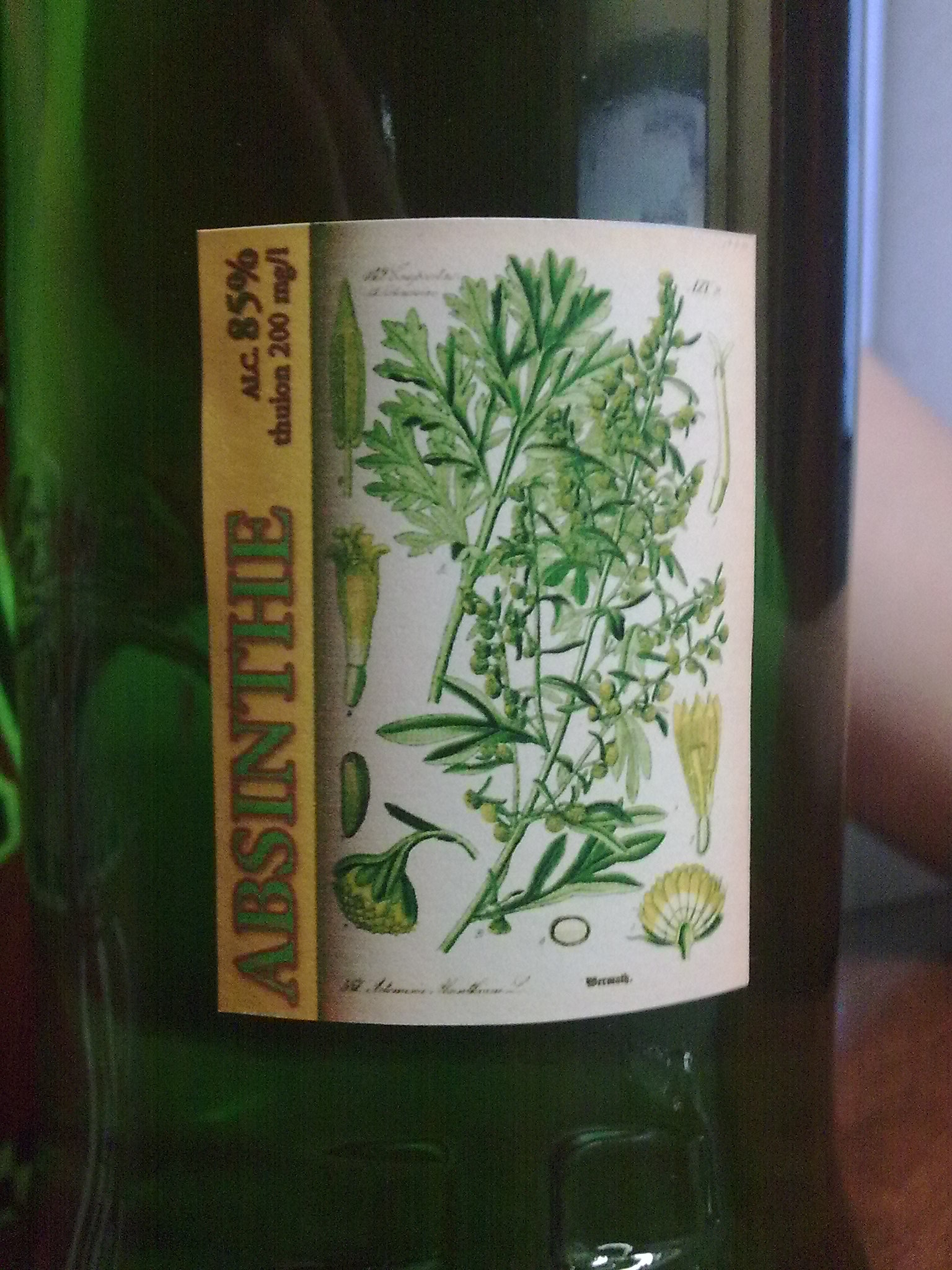
Obrázek na lahvi pravého absintu

### Léčitelství a kosmetika
Pelyňky jsou v místech svého výskytu prastarými léčivými rostlinami. Některé druhy (v evropských podmínách hlavně pelyněk černobýl a pelyněk pravý) se pro své hořčiny dosud používají v lidovém léčitelství, hlavně při nemocech trávicího ústrojí, jako digestivum při nechutenství, nadýmání, gastritidách, dyspepsiích a žaludečních křečích, na podporu trávení a tvorby žluči, též proti střevním parazitům. Jako lék proti škrkavkám se tradičně užívalo „cicvárové semínko“ – semena druhu pelyněk cicvárový (A. cina). Nálev ulevuje při bolestivé menstruaci, má bakteriostatické, fytoncidní a fungicidní účinky; domorodými Američany byl tradičně využíván též při bolestech zubů, kloubů a při bolestech po porodu. Vykuřování pelyňkovým kouřem očišťovalo prostor. Ve východní Asii se pelyněk odedávna užíval proti malárii; antimalarický účinek hořčiny artemisininu v pelyňku ročním (A. annua) byl prokázán i moderní vědou a působí zřejmě i proti rakovinným buňkám. V čínském léčitelství se ze sušeného pelyňku dále vyrábějí moxovací cigarety pro nahřívání akupunkturních bodů.
Jedná se o velmi silnou bylinnou drogu, při jejím neuváženém vnitřním užívání může dojít k poškození nervové soustavy a v extrémních případech až k demenci. Nesmí se užívat v těhotenství; při silných dávkách mohou některé druhy působit jako abortivum.
Ostře vonící silice pelyňku se využívá v aromaterapii a také v parfumerii, kde je přísadou především pánských vůní, ve kterých tvoří protipól jemnějším květinovým tónům jiných přísad, v deodorační kosmetice, péči o pleť či v šamponech.

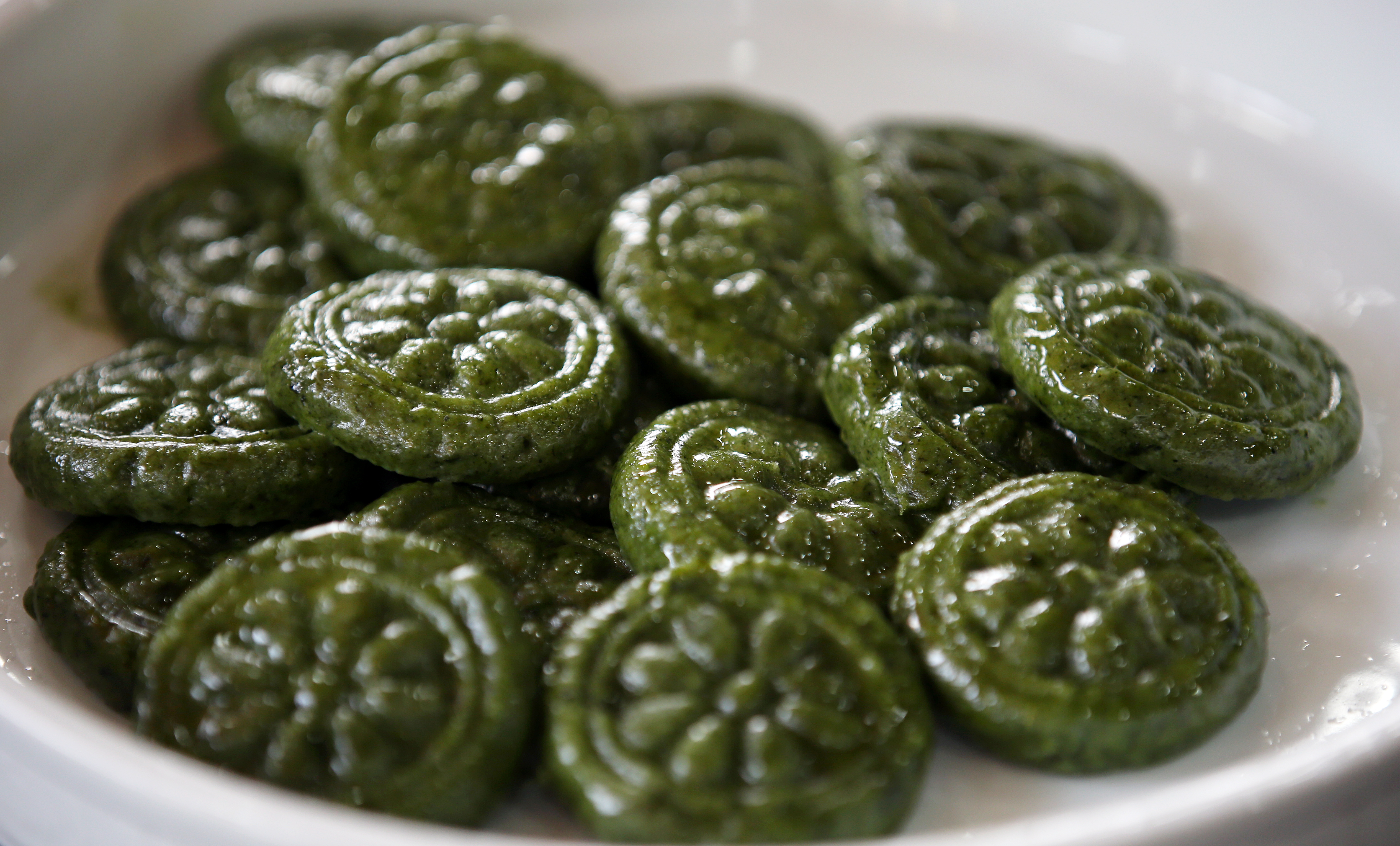
Východoasijské rýžové koláčky s přísadou pelyňku

### Gastronomie
Jemněji aromatické druhy pelyňku, např. pelyněk estragon, mají význam jako koření, především k tučným masitým pokrmům, do bylinkových másel, polévek nebo nálevů pro nakládání zeleniny. Východoasijský pelyněk Artemisia princeps je tradiční přísadou japonských sladkých dezertů kusa moči, v Koreji se pelyněk přidává do rýžových koláčků ssuktteok. Hořkých výtažků z pelyňku se používá k dochucení vín a bylinných likérů, jako jsou vermut, fernet, balkánský pelinkovac, macerovaná polská piołunówka a především absint, destilát, který byl kultovním nápojem francouzské umělecké bohémy 19. století. Před rozšířením chmele se spolu s jinými hořkými bylinami užívalo pelyňku k aromatizaci a konzervaci piva; ve 21. století tento pivní styl, nazývaný gruit, zažívá opět svou renesanci v produkci některých řemeslných minipivovarů.

### Okrasný a užitkový význam

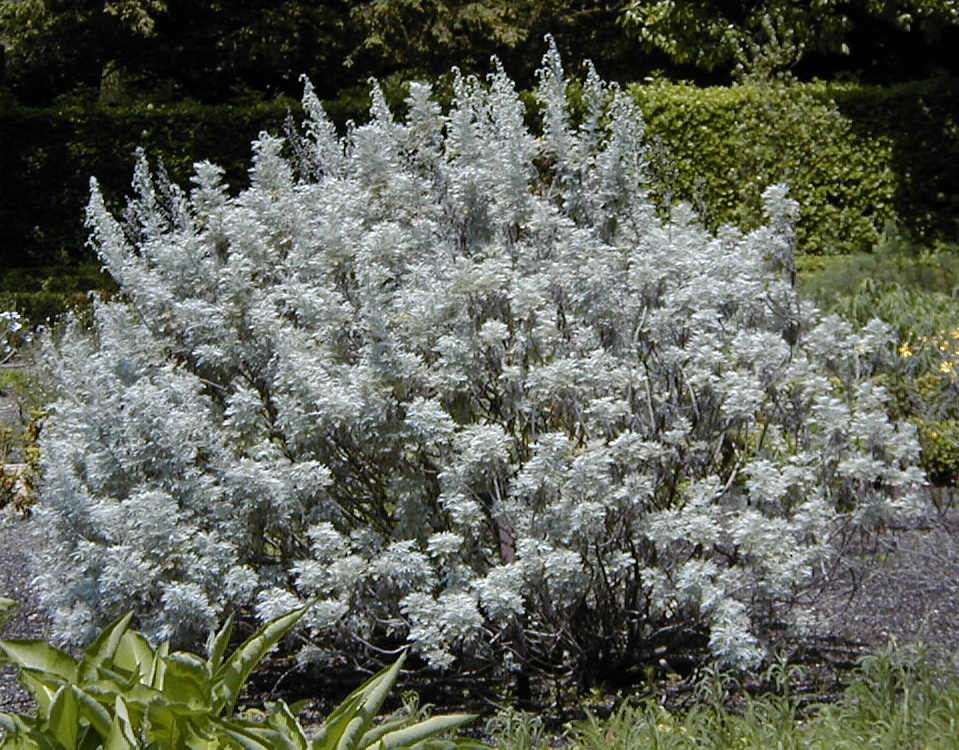
Vzrostlý exemplář pelyňku stromovitého (Artemisia arborescens)

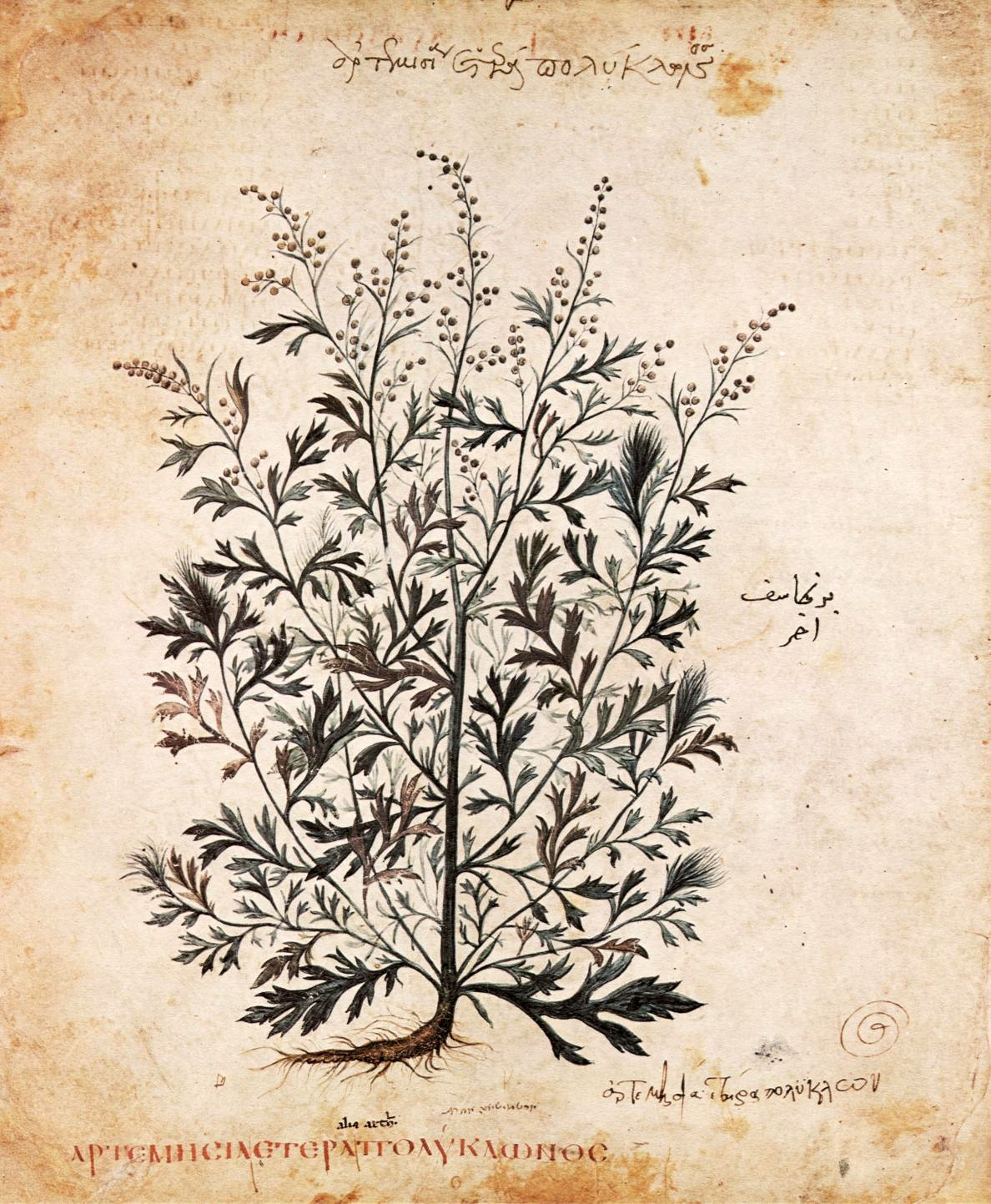
Ilustrace pelyňku z pozdně antického herbáře zvaného Vídeňský Dioscorides

Vybrané druhy tohoto bohatého rodu se používají pro stabilizaci dun na okrajích pouštních oblastí nebo slouží jako krmivo pro domácí zvířata. Dřevo keřovitých druhů bylo v suchých krajinách bez stromové vegetace masivně užíváno jako palivo. Silná vůně pelyňku v šatníku odpuzuje moly a působí repelentně i proti komárům a jinému hmyzu. Pelyněk bílý, pontický, protnicovitý, stromovitý (Artemisia arborescens), stříbřitý (Artemisia stelleriana), pravý a mnohé další se používají v okrasném zahradnictví, kde je lze využít jako záhonové solitéry ozdobné listem, případně do menších skupin, na kraje záhonů a dlážděných ploch, k zakrytí zídek a podobně; drobné vysokohorské druhy (např. pelyněk lesklý) a polštářovité kultivary se pěstují jako skalničky. Vyžadují lehké propustné půdy a stanoviště s plným osluněním, některé druhy snesou i lehčí polostín. Na péči jsou zcela nenáročné, pouze při přemokření půdy mohou trpět houbovými chorobami jako jsou padlí, plísně a kořenová hniloba. Vyšlechtěny byly též kultivary s variegovanými či jinak ozdobně deformovanými listy. Nejlépe se množí vegetativně dělením trsů, šlechtěné kultivary bývají mnohdy sterilní (netvoří životaschopná semena).

### Kulturní konotace
Ve starých kulturách měly některé pelyňky význam též jako rostliny magické, mimo jiné pro své neurotoxické účinky, zvláště v kombinaci a alkoholem. Byly užívány jako talismany chránící před zlem a páleny jako vykuřovadlo při očistných rituálech i okultních praktikách věštění. Neodmyslitelnou součástí některých lidových magických obřadů, například během svatojánské noci, byl pelyněk černobýl. V Egyptě byl součástí kultu bohyně Isis. Několikrát je pelyněk zmiňován v bibli, převážně jako symbol hořkosti, soužení, trampot a nesnází (např. Přísloví 5,4, Ámos 6,12, Jeremiáš 9,15 či Pláč 3,15–19); v Apokalypse svatého Jana jeho jméno nese hvězda, jež „hořící jako pochodeň, padla na třetinu řek a na prameny vod“ po zatroubení třetího anděla zkázy, a následně „třetina vod se změnila v pelyněk a množství lidí umřelo z těch vod, protože byly otráveny“ (Zj 8,10–12). Pod vlivem bible je pelyněk ve stejném symbolickém významu následně užíván v západní kultuře opakovaně, například v tragédii o Hamletovi, v básni „Netopýr“ Jaroslava Vrchlického, název Pelyněk nese básnická sbírka Ladislava Stehlíka o životě chudých či válečné povídky Rudolfa Halíka. Pelyněk trojzubý (Artemisia tridentata, anglicky sagebrush) je ikonickou rostlinou amerického Divokého západu a pro dokreslení atmosféry se objevuje v mnoha westernech, klipech a fotografiích.

## Vybrané druhy

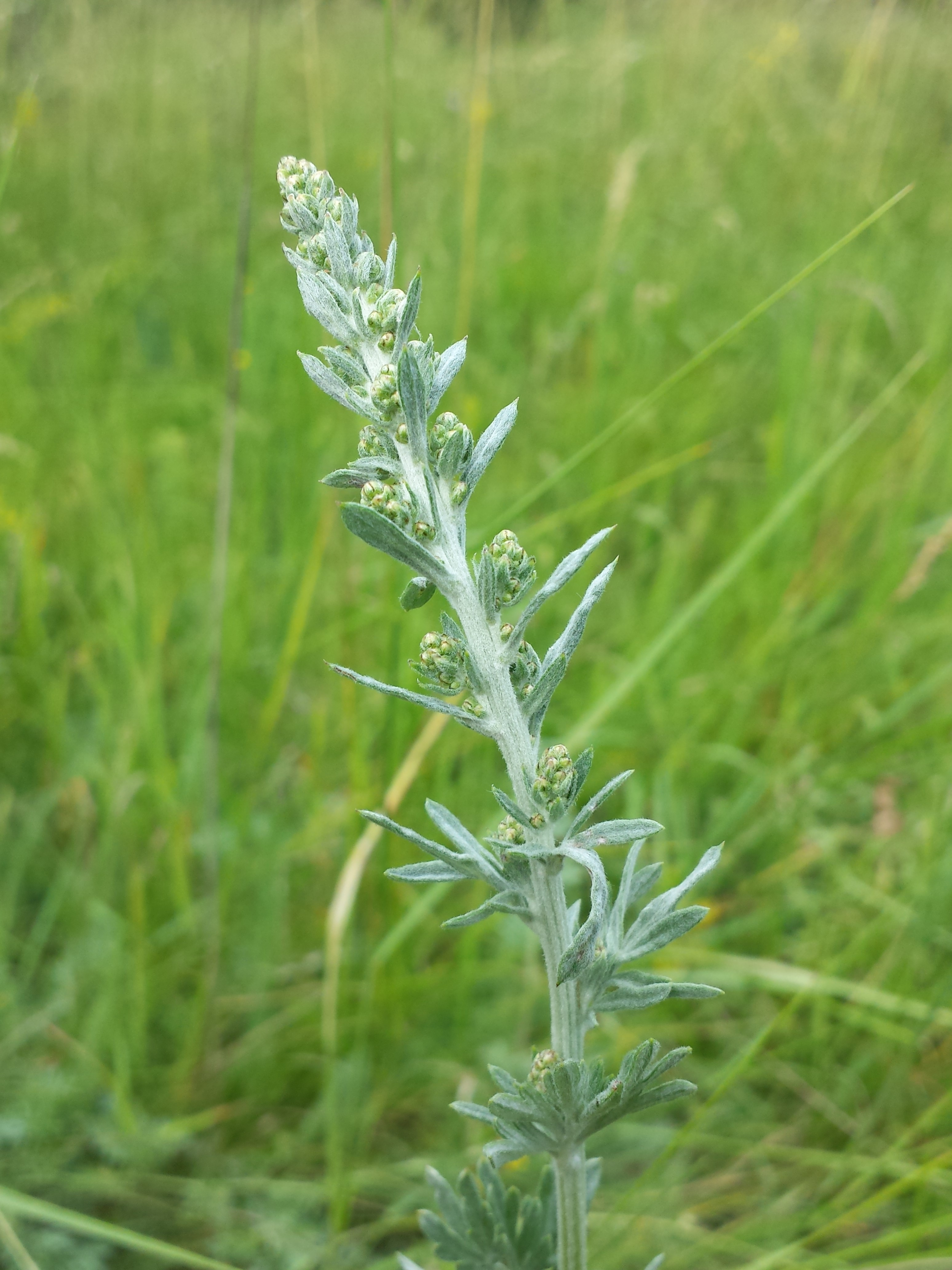
Pelyněk Pančičův

České názvy jsou převzaty ze stránek Biolib.cz, údaje o rozšíření z databáze Plants of the World; viz sekce Externí odkazy.

### Původní druhy a zdomácnělé archeofyty české flóry
- pelyněk pravý (Artemisia absinthium) – rozsáhlý areál od Evropy a severní Afriky po centrální Sibiř
- pelyněk Pančičův (Artemisia pancicii) – střední a jihovýchodní Evropa
- pelyněk pontický (Artemisia pontica) – Evropa, Střední Asie, Čína, Sibiř
- pelyněk černobýl (Artemisia vulgaris) – většina Eurasie
- pelyněk ladní (Artemisia campestris)  – rozsáhlý areál v Eurasii, severní Africe a v Severní Americe
- pelyněk metlatý (Artemisia scoparia) – většina Eurasie

### Ostatní

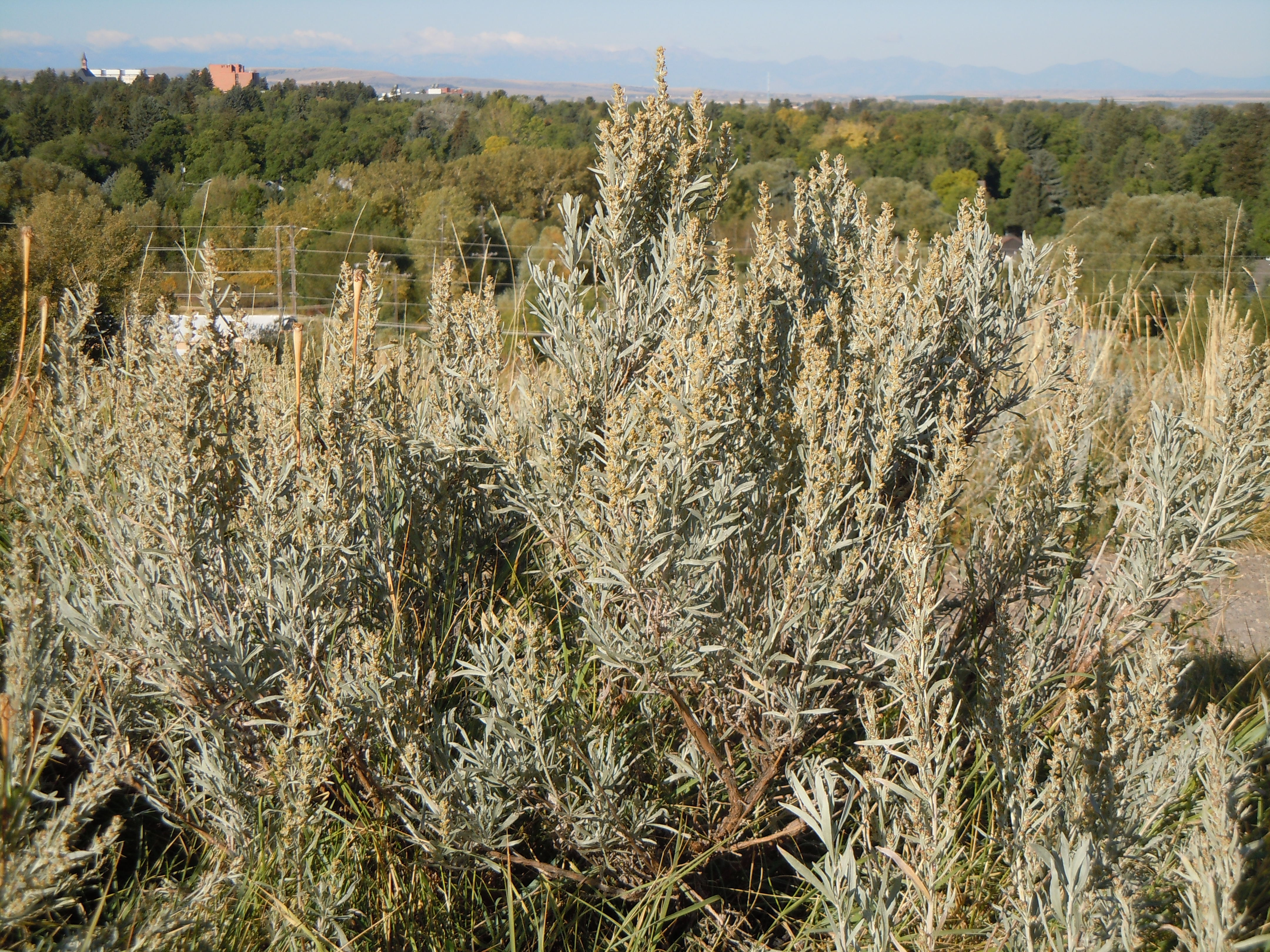
Severoamerický pelyněk šedý (Artemisia cana)

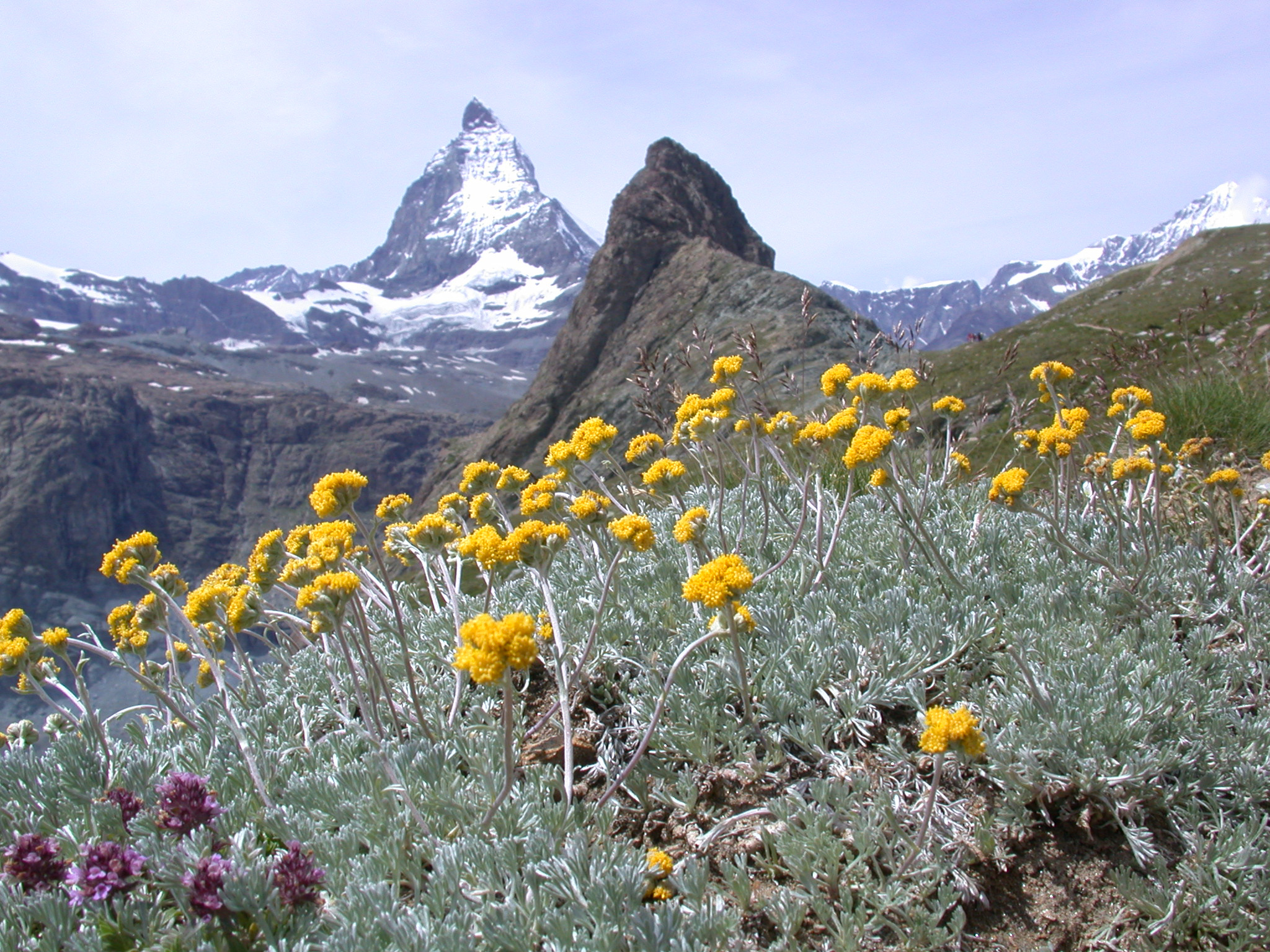
Pelyněk ledovcový (Artemisia glacialis) ve švýcarských Alpách

- pelyněk bílý (Artemisia alba) – jižní a střední Evropa, severní Afrika
- pelyněk brotan (Artemisia abrotanum) – lidově „boží dřevec“; stará kulturní rostlina, z volné přírody pravděpodobně neznámá (anekofyt)[5]
- pelyněk cicvárový (Artemisia cina) – Střední Asie
- pelyněk dřípatý (Artemisia laciniata) – Střední Asie, Sibiř, Aljaška, severozápad Severní Ameriky
- pelyněk dvouletý (Artemisia biennis) – Střední Asie, Aljaška, západ Severní Ameriky
- pelyněk estragon (Artemisia dracunculus) – rozsáhlý areál v Eurasii (s výjimkou střední Evropy) a v Severní a Střední Americe
- pelyněk chladnomilný (Artemisia frigida) – Asie a severní Amerika od nejchladnějších oblastí po subtropy
- pelyněk kalifornský (Artemisia californica) – Kalifornie
- pelyněk kanárský (Artemisia thuscula) – Kanárské ostrovy
- pelyněk kavkazský (Artemisia alpina, syn. A. caucasica) – jihovýchodní Evropa, Turecko, Kavkaz
- pelyněk ledovcový (Artemisia glacialis) – Alpy
- pelyněk lesklý (Artemisia nitida) – Alpy
- pelyněk okoličnatý (Artemisia umbelliformis) – vysoká pohoří střední a jihovýchodní Evropy
- pelyněk plazivý (Artemisia repens) – stepní oblasti Eurasie
- pelyněk protnicovitý, též p. Ludvíkův (Artemisia ludoviciana) – Severní a Střední Amerika
- pelyněk rakouský (Artemisia austriaca) – východní Evropa, Střední Asie, západní Sibiř
- pelyněk roční (Artemisia annua) – rozsáhlý areál v Asii, jihovýchodní Evropě a severní Africe
- pelyněk Sieversův (Artemisia sieversiana) – většina temperátní Asie
- pelyněk slanomilný (Artemisia santonicum) – panonská jihovýchodní Evropa, Střední Asie
- pelyněk skalní (Artemisia eriantha) – vysoká evropská pohoří
- pelyněk stromovitý (Artemisia arborescens) – Středomoří
- pelyněk šedý (Artemisia cana) – západ Severní Ameriky
- pelyněk Tournefortův (Artemisia tournefortiana) – Střední a jihozápadní Asie, Kavkaz
- pelyněk trojzubý (Artemisia tridentata) – západ Severní Ameriky
- pelyněk Verlotů (Artemisia verlotiorum) – Himálaj, Čína

## Ohrožení a invazivita

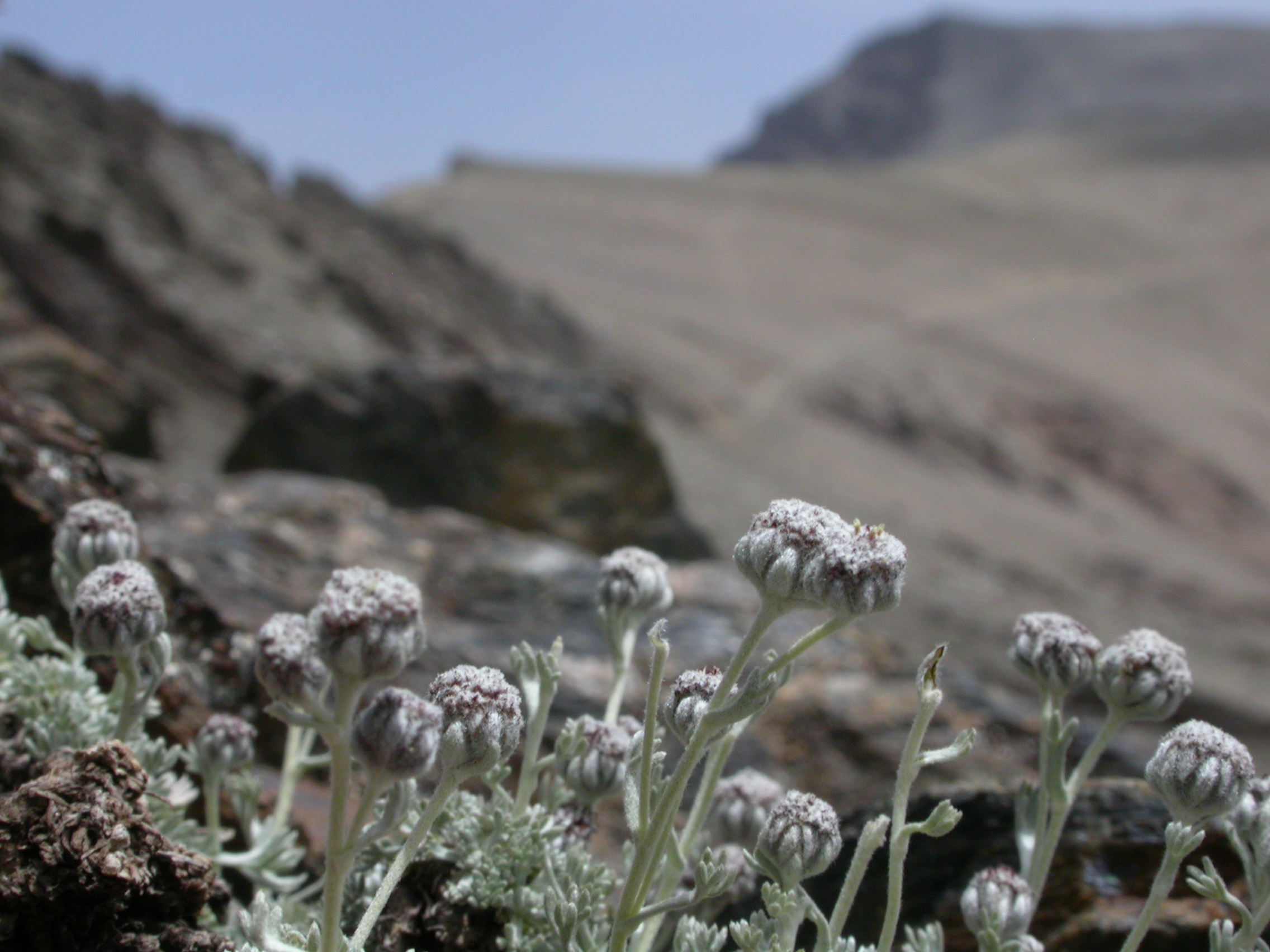
Artemisia granatensis je silně ohrožený endemit španělské Sierry Nevady

V květeně České republiky je za kriticky ohrožený druh považován pelyněk Pančičův podle Vyhlášky MŽP ČR č. 395/1992 Sb. ve znění vyhlášky. č. 175/2006 Sb. (§1); podle kritérií IUCN uplatňovaných v Červeném seznamu cévnatých rostlin České republiky z roku 2017 se však jedná pouze o druh silně ohrožený, sice s pouhými třemi, ale stabilními a chráněnými populacemi v zemi. Pelyněk metlatý je podle Červeného seznamu cévnatých rostlin České republiky z roku 2017 hodnocen taktéž jako silně ohrožený a pelyněk pontický za druh téměř ohrožený. Za nejasné případy jsou v české květeně považovány výskyty pelyňku bílého a rakouského. Celosvětově hodnotí Mezinárodní svaz ochrany přírody jako kriticky ohrožené dva druhy pelyňku a jako ohrožené taktéž dva.
Jiné druhy pelyňků jsou naopak v různých částech světa hodnoceny jako invazní druhy s velkým potenciálem šíření vzhledem k jejich nenáročnosti na prostředí a neatraktivitě pro spásání zvířaty. Ve Spojených státech amerických se jako invazní udává pět druhů, mimo jiné pelyněk pravý, roční nebo černobýl; na evropském seznamu se nachází japonský pelyněk Artemisia princeps.